# Nienke Plas
Nienke Plas (Purmerend, 3 april 1986) is een Nederlandse presentatrice, cabaretière, content creator, zangeres en actrice.

## Carrière

### YouTube en televisie
Plas groeide op in Purmerend en verhuisde op negentienjarige leeftijd naar Amsterdam. Ze werkte oorspronkelijk in de detailhandel totdat ze in mei 2016 haar eigen YouTube-kanaal, Nienke Plas, startte. Daarop plaatst ze vlogs over haar eigen leven die verschijnen onder de naam Shitty Diary. In november 2018 had ze ruim tweehonderdduizend volgers en waren haar video's in totaal meer dan 27 miljoen keer bekeken. Op 9 oktober 2019 viel ze in de prijzen tijdens het Gouden Televizier-Ring Gala in de categorie Beste Online Video-serie.
In 2017 was Plas het gezicht van jongerenplatform RUMAG, waar ze meerdere onlineseries voor maakte. In 2018 maakte Plas haar televisiedebuut als presentatrice voor het RTL 5-programma Zon, Zuipen, Ziekenhuis: Hier is het feestje, dat ze samen presenteert met Dennis Weening en Rick Brandsteder. Daarnaast verscheen Plas in het RTL 4-programma Wannabees, waarin ze op straat Fajah Lourens persifleerde om reacties bij onwetende mensen uit te lokken. In 2018 was Plas een van de deelnemers van het negentiende seizoen van het RTL 5-programma Expeditie Robinson, ze viel als veertiende af en eindigde op de 8e plaats.
In april 2019 was Plas als Glennis Grace te zien in De TV Kantine. Ook was Plas presentatrice van het KRO-NCRV-programma Pretty & Single. Sinds oktober 2019 is Plas samen met haar vriend te zien in hun eigen realityserie, die uitgezonden wordt door RTL 5 en Videoland. Tevens was Plas in 2019 te zien in het RTL 4-programma The Masked Singer, waarin zij gemaskerd als bidsprinkhaan de zangwedstrijd aan ging. Ze haalde de finale en eindigde op de derde plaats.

### Muziek
In juli 2018 tekende Plas bij het managementbureau van Bizzey en JayJay Boske die zangers ondersteunen. Op 16 november 2018 bracht Plas haar eerste single genaamd Vrijdag uit, deze behaalde de 25e positie in de Nederlandse Single Top 100 en de bijbehorende videoclip werd in één week tijd 1 miljoen keer bekeken. Daarnaast bracht Plas in het voorjaar van 2019 de nummers Houd me vast en Zo mooi uit.

### Privéleven
Plas is in 2020 getrouwd en heeft met haar echtgenoot twee zoons en één dochter. Haar oudste zoon was een van de insprekers van de film 2 kleine kleutertjes: Een dag om nooit te vergeten.

## Filmografie

### Film als actrice
- 2018 - Elvy's Wereld: So Ibiza, als Esther
- 2019 - F*ck de Liefde, als Kiki
- 2021 - Just Say Yes, als Pam
- 2022 - F*ck de Liefde 2, als Kiki[11]
- 2024 - Game On, als Sanne Vreeswijk

### Televisie als actrice
- 2018 - Wannabees, persifleerde Fajah Lourens
- 2019 - De TV Kantine, persifleerde Glennis Grace
- 2020 - De TV Kantine, persifleerde Mel van het zangduo Mel & Kim
- 2022 - Minions: The Rise of Gru, de stem van Nun-Chuck

### Televisie als presentatrice
- 2018 - Zon, Zuipen, Ziekenhuis: Hier is het feestje
- 2019 - Pretty & Single

### Televisie als deelnemer
- 2018 - Expeditie Robinson, eindigde als 8e in het negentiende seizoen
- 2019 - Is er een dokter in de zaal, bij RTL 4
- 2019 - De Kluis, gewonnen met 56 goudstaven en een diamant samen met Ruben Fernhout en Tim Senders
- 2019 - Wie ben ik?, zat in het team van Ruben Nicolai
- 2019 - Bezopen verhalen, bij Comedy Central
- 2019 - Het Jachtseizoen, als deelnemer ontsnapt
- 2019 - The Masked Singer, als Bidsprinkhaan
- 2020 - Vier handen op één buik, deelnemer
- 2020 - Het zijn net mensen, vormde een team met Jeroen van Koningsbrugge
- 2020 - ik weet er alles van! VIPS, deelnemer
- 2020 - Ik hou van Holland, deelnemer
- 2020 - Weet Ik Veel, deelnemer
- 2020 - Ranking the Stars, panellid
- 2021 - Diep, deelnemer
- 2021 - 10 voor taal, deelnemer
- 2023 - LOL: Last One Laughing, deelnemer
- 2023 - Secret Duets, deelnemer
- 2023 - Vier handen op één buik, deelnemer
- 2023 - Oh, wat een jaar!, deelnemer
- 2023 - Upside Down, deelnemer
- 2024 - Code van Coppens: De wraak van de Belgen, deelnemers-duo met Juvat Westendorp
- 2024 - 30 Seconds, deelnemer
- 2024 - De Verraders Halloween, getrouwe
- 2025 - That's my jam, deelnemers-duo met Glen Faria

### Theatershow
- 2019-2021 - Van de hak op de tak
- 2022-2023 - Postnatale expressie
- 2024-heden - Medeplichtig

## Discografie

### Singles
| Jaar | Act                | Nummer        | Vlag van Nederland | Vlag van Nederland | Opmerkingen |
| Jaar | Act                | Nummer        | 100                | Weken              | Opmerkingen |
| ---- | ------------------ | ------------- | ------------------ | ------------------ | ----------- |
| 2018 | Nienke Plas        | Vrijdag       | 25                 | 2                  |             |
| 2019 | Nienke Plas        | Houd me vast  | 48                 | 1                  |             |
| 2019 | Nienke Plas        | Zo mooi       | 85                 | 1                  |             |
| 2019 | Nienke Plas        | Nieuwe dingen | -                  | -                  |             |
| 2020 | Nienke Plas        | Andere Lobi   | -                  | -                  |             |
| 2020 | Nienke Plas        | Back Up       | -                  | -                  |             |
| 2020 | Nienke Plas        | Player        | -                  | -                  |             |
| 2020 | Nienke Plas & Jayh | Bliksem       | -                  | -                  |             |
| 2020 | Nienke Plas & Big2 | Bro Code      | -                  | -                  |             |

## Prijzen
- 2019: Televizier-Ster Online-videoserie, met haar serie Shitty Diary[12]
- 2019: Televizier-Ster Talent[13]